# توکوگاوا یوشیکاتسو
توکوگاوا یوشی‌کاتسو (به ژاپنی: 徳川 慶勝 Tokugawa Yoshikatsu); ۱۴ آوریل ۱۸۲۴ – ۱ اوت ۱۸۸۳) سیاست‌مدار اهل ژاپن بود.